# Kyō Kara Maō!
Kyō Kara Maō! (今日からマ王! lit. ¡A partir de hoy soy el rey de los demonios!?) es una serie de novelas ligeras japonesas escritas por Tomo Takabayashi e ilustradas por Temari Matsumoto. La historia se centra en Yuri Shibuya, un estudiante de secundaria aparentemente normal quien es súbitamente transportado a otro mundo y en donde le dicen que ahora es el rey de los demonios.
Yuri se convierte en el rey de una nación donde todos sus ciudadanos son demonios, pero estos son indistinguibles de los seres humanos. Sus únicos rasgos distintivos son sus largas vidas y la capacidad de usar magia. Los Mazoku (raza demonio), tal como se les conoce, son capaces de hacer pactos con un cierto elemento —fuego, agua, tierra o aire—, después de lo cual pueden usar magia teniendo como base dicho elemento. La cultura Mazoku es muy diferente de la cultura japonesa a la que Yuri está acostumbrado, creando así numerosas sátiras cómicas que derivan de estas diferencias. La ignorancia de Yuri incluso le lleva a realizar una propuesta accidental de matrimonio con quien se convertirá en su prometido, Wolfram von Bielefeld.
Kyō Kara Maō! fue adaptado a una serie de anime en 2004 por el estudio de animación NHK que se compone de tres temporadas, finalizando en 2009 con un total de 117 episodios y 5 OVAs. Una adaptación a serie de manga comenzó su publicación en junio de 2005, siendo serializada en la revista Gekkan Asuka. El manga ha sido licenciado para su publicación en Norteamérica por VIZ Media, con el primer volumen lanzado el 30 de septiembre de 2014.

## Argumento
Mientras se dirige a su casa luego de un largo día de escuela, Yuri Shibuya ve a uno de sus antiguos compañeros de clase, Ken Murata, siendo acosado por bravucones. Incapaz de hacer la vista gorda, termina interviniendo y Murata logra huir, pero con él mismo ahora convirtiéndose en el nuevo objetivo del grupo. Los bravucones lo arrastran a un baño de mujeres y empujan su rostro dentro de uno de los retretes, donde inesperadamente aparece una clase de portal. Yuri es absorbido por este y pierde el conocimiento. Al despertar, descubre que se encuentra en un mundo desconocido y extraño donde la gente viste ropa extraña y nadie habla japonés. Yuri luego descubre que proviene del linaje de los Mazoku (魔族) y es el «Maō» (Rey Demonio) de aquel mundo, Shin Makoku.
Yuri es escoltado por dos hombres que afirman ser sus leales súbditos, Günter y Conrad, quienes lo llevan a la capital. Cuando arriba al castillo, conoce a los hermanos Wolfram y Gwendal, a quienes les cuesta creer que Yuri sea su nuevo rey. En la cena del día siguiente, Yuri le da una bofetada a Wolfram después de que este último insultase a su madre por ser humana. Si saberlo Yuri, entre los nobles del reino una bofetada en la mejilla se considera una propuesta de matrimonio. Wolfram se siente insultado por ello e inmediatamente lo desafía a un duelo tirando su cuchillo al suelo. Yuri, una vez más sin estar familiarizado con las costumbres del país, toma el cuchillo, aceptando así el duelo. Después de que Yuri gana el duelo usando poderes mágicos que no sabía que poseía, es aceptado como el verdadero Maō.
La historia sigue a Yuri mientras trata de aprender su nuevo rol como rey mientras lucha contra la discriminación y el miedo. Yuri no conoce gran parte del mundo, pero aplica su juicio moral sobre cada situación para encontrar un resultado pacífico. Su objetivo final es brindar paz a los demonios y a los humanos por igual, con la esperanza de poder vivir un día juntos y evitar la guerra a toda costa. A pesar de que tiene la opción de dejar sus responsabilidades a sus consejeros, continúa involucrándose en la mayoría de los asuntos en la creencia de que para ser un gran rey debe estar dispuesto a conocer a sus súbditos y arriesgarlo todo para proteger el reino.

## Personajes

### Principales
Yuri Shibuya (渋谷 有利 Shibuya Yūri?)
Voz por: Takahiro Sakurai (CD dramas y anime)
Es el protagonista principal de la serie y el actual «Maō» (Rey Demonio) de los Mazoku. Nacido en Boston y criado en Japón, Yuri es un joven alegre y sincero, siempre dispuesto a ayudar a quienes lo necesiten dejando de lado cualquier prejuicio, aunque su buen corazón constantemente le hace blanco fácil de problemas. Posee un sentido de la justicia muy fuerte y odia la violencia, siempre tratando de resolver las cosas pacíficamente. Cuando sus sentimientos llegan al límite, sufre una transformación que cambia su personalidad y alarga su cabello, además de permitirle usar poderes a la hora de impartir justicia. Su mayor deseo es establecer una alianza con todos los países, sean humanos o Mazoku para que la paz llegue al reino. Su nombre significa "ventajoso, lucrativo o rentable", entre otras cosas, y le fue dado por Conrad, quien portaba el alma de Julia para entregarla al que sería el próximo Maō. Posee un majutsu con base en el agua y como tal puede usar poderes con base en dicho elemento.
Accidentalmente se comprometió con Wolfram tras darle bofetada, después de que este insultase a su madre por ser humana; esto se debe a que en el reino una bofetada en la mejilla izquierda se considera una propuesta de matrimonio. A pesar de su reticencia inicial de estar comprometido con un hombre, Yuri si llega a amar a Wolfram con el correr del tiempo, pero no lo demuestra muy seguido. En uno de los OVAs, se da a saber que el temor más grande de Yuri es ver a Wolfram con otro hombre.
Wolfram von Bielefeld (フォンビーレフェルト・卿・ヴォルフラム Bīreferuto Kyō Vorufuramu?)
Voz por: Mitsuki Saiga (CD dramas y anime)
Es el tercer hijo de la anterior Maō, Cecilie von Spitzberg, y medio hermano menor de Gwendal y Conrart. Malcriado, caprichoso y egoísta, se convierte en el prometido de Yuri tras recibir una bofetada por parte de este, lo cual según una tradición del reino, es una proposición de matrimonio. Inicialmente, se muestra humillado con el enlace e incluso desafía a Yuri a un duelo. Durante dicho duelo, Yuri libera sus poderes de Maō y gana, haciendo que la opinión de Wolfram sobre él también comience a cambiar al ver que, de hecho, si era el verdadero Maō. Desde ese momento, Wolfram se convierte en la sombra de Yuri y en su segundo escudo después de Conrart; aunque es muy impulsivo cuando presiente que algo le podría llegar a suceder y está dispuesto a dar su vida por él. 
Wolfram siempre trata de hacer que Yuri le reconozca como su prometido y se tome en serio su papel como tal, insistiendo en dormir, cabalgar y pasar tiempo juntos, a pesar de que inicialmente Yuri no se siente cómodo haciendo tales cosas. También se muestra celoso de que Yuri sea "demasiado amistoso" con otras personas, sosteniendo que él debería ser el único por quien sienta afecto al ser su prometido. Aunque Yuri nunca admite que estén comprometidos, tampoco lo niega. Su actitud problemática comienza a mejorar con el transcurso de la historia, en gran parte debido a la influencia de Yuri y su buen juicio. Wolfram es un gran jinete y espadachín, puesto que de pequeño Conrart le enseñó a usar la espada. Admira a sus hermanos mayores aunque lo niegue (en el caso de Conrart), y después de la llegada de Yuri su relación con ellos avanza a otra más fraternal. También posee una excelente habilidad en el uso de majutsu de fuego. 
Conrad/Conrart Weller (コンラッド/ウェラー・卿・コンラート Konraddo / Werā Kyō Konrāto?)
Voz por: Toshiyuki Morikawa (CD dramas y anime)
Es el segundo hijo de Cecilie y medio hermano de Gwendal y Wolfram. Su nombre de pila es "Conrart", pero Yuri lo llama "Conrad" puesto que se acerca más al inglés y es más fácil de pronunciar. Conrad es solo mitad mazoku, por lo cual no es capaz de manejar majutsu (magia mazoku). Su padre era un famoso espadachín humano llamado Dunheely Weller y, debido a que no era un noble, Conrad no tiene "von" en su nombre. Conrad es el capitán del ejército de Shin Makoku y es el guardaespaldas personal de Yuri. Cuando Yuri llega por primera vez al reino, es Conrad quien lo encuentra y lo lleva al castillo. Tiene más de 100 años de edad, pero no aparenta más de 20. Fue gran amigo de Suzanna Julia von Wincott, por lo cual fue el encargado de llevar su alma a la Tierra y asegurarse que la encomienda tuviera éxito. También tiene una estrecha amistad con Josak por su pasado en la batalla de Ruthenberg. Es un gran espadachín y posee un fuerte sentido de la lealtad, hasta el punto de hacer creer a Yuri que lo había traicionado solo para asegurar su bienestar. 
Gwendal von Voltaire (フォンヴォルテール・卿・グウェンダル Vorutēru Kyō Guwendaru?)
Voz por: Akio Ōtsuka (CD dramas y anime)
Es el hijo mayor de Cecilie y el actual señor de los dominios de Voltaire. Es un estratega muy hábil y posee majutsu de tierra, lo que le permite crear barreras y lanzar ataques con este elemento. Gwendal aparenta ser alguien serio y estoico, excepto cuando se trata de su amiga de la infancia, Anissina, y sus hermanos. Le teme a Anissina y a menudo se esconde de esta para evitar ser utilizado como conejillo de indias en sus experimentos. Incluso comienza a sudar y cae presa del pánico con solo pensar en ella. Inicialmente se muestra escéptico hacia Yuri y de sus habilidades para gobernar, pero su confianza en él crece con el correr de los eventos. Si bien no muestra mucho cariño hacia sus hermanos, se procupa profundamente por estos en momentos de gran angustia. Una de las aficiones de Gwendal es tejer animales, pero a menudo sus creaciones no se parecen en nada a lo que deberían ser. Afirma que el tejer le ayuda a afinar su concentración, pero en realidad es un medio para ayudarle a calmar su estrés. También es aficionado a los animales y objetos "adorables".
Günter von Christ (フォンクライスト・卿・ギュンター Kuraisuto Kyō Gyuntā?)
Voz por: Kazuhiko Inoue (CD dramas y anime)
Es el consejero y maestro de Yūri, un hábil espadachín y mago. Günter es una persona extremadamente caprichosa y poética con sus pensamientos, tendiendo a expresar su amor incondicional por Yūri cada vez que este abandona Shin Makoku. También tiende a ser usado por Anissina como sujeto de pruebas para sus inventos. Veinte años atrás, solía ser instructor en una academia militar y fue maestro de Conrad. Cuando Günter recibió una flecha envenenada que contenía el veneno de Wincott, su alma fue alojada temporalmente dentro de una muñeca Okiku que puede volar y disparar rayos láser de sus ojos. Durante este tiempo se refirió a su cuerpo como "Günter de nieve" (puesto que su cuerpo estaba congelado mientras se buscaba una solución) y solo podía ser controlado o liberado de los efectos del veneno por cualquier miembro de la línea directa de los von Wincott. Cuando Günter accidentalmente viajó a la Tierra, se convirtió en modelo  para poder ganar dinero y encontrar a Yuri. Es muy popular entre las mujeres y los hombres debido a su buen aspecto.
Ken Murata (村田 健 Murata Ken?)
Voz por: Kōki Miyata (CD dramas y anime)
Nacido en Hong Kong y criado en Japón, Murata conoció a Yuri en la escuela secundaria, donde ambos asistieron a la misma clase durante dos años, aunque ninguno de los dos jamás habló con el otro. Actualmente asiste una famosa escuela privada. Yuri dice que su nombre es similar al del su actor favorito, Ken Matsudaira, por lo que es el único de sus antiguos compañeros que Yuri puede recordar su nombre. A menudo cuenta chistes que no se ajustan a su edad. Más adelante, se revela que es la actual reencarnación del Gran Sabio, el estratega del rey Shinou. Murata recuerda todas las vidas que ha tenido durante los últimos 4000 años. Cuando era niño, tenía grandes dificultades para discernir entre sus vidas pasadas del presente, por lo que tuvo que tomar lecciones especiales con José Rodríguez para aprender a mantener dichos recuerdos separados de su presente. Debido a sus vidas pasadas, puede hablar muchos idiomas, tal como el idioma de Shin Makoku, inglés y francés. Sus padres siempre están ocupados con su trabajo y siempre está solo en casa, por lo que pasa tiempo con la familia de Yuri. Desde que Yuri lo salvó de unos bravucones, se han vuelto amigos cercanos. 
Yozak Gurrier (グリエ・ヨザック Guriē Yozakku?)
Voz por: Masanori Takeda (CD dramas y anime)
Es un espía que trabaja para Shin Makoku. Nació en Gran Shimaron y al igual que Conrad, es mitad humano y mitad Mazoku. Su padre fue un Mazoku viajero y su madre una prostituta humana, quien lo abandonó a una edad temprana y fue acogido por una iglesia local. Heredó su cabello pelirrojo y ojos azules de su padre. Yozak y Conrad han sido amigos desde que eran niños y son los únicos supervivientes del pelotón de Lütenburg, una división especial del ejército creada por Stoffel y compuesta por soldados mestizos. Yozak es un hombre bondadoso a pesar de su apariencia, y sin importarle lo masculino que se vea, disfruta travestirse y frecuentemente se viste como mujer en su trabajo como espía. Afirma llevar un vestido como amuleto de la buena suerte porque vestirse como mujer le ha salvado la vida en muchas ocasiones.
Shinou (眞王?)
Voz por: Shin'ichirō Miki
Fue el primer rey de Shin Makoku, siendo también su fundador. La sacerdotisa Ulrike puede comunicarse con él de forma limitada, algo a lo que llama escuchar la voz de su majestad Shinou. Murata también parece ser capaz de comunicarse con él, además de ser el único que se ha atrevido a regañarlo. 4000 años atrás, selló el poder de Soushou en cuatro cajas, que más adelante se conocerían como las "cuatro cajas prohibidas". Sin embargo, mientras que parte de Soushu fue sellado en las cajas, otra pequeña parte logró infectarlo. Shinou sabía que Soushou finalmente tomaría control de su mente y cuerpo por completo, por lo que ideó un plan junto con el Gran Sabio para erradicar por completo a Soushou en algún futuro. Este plan trataba de sellar a Soushou con un alma pura para finalmente destruirlo. Esta alma resultó ser la del propio Shinou, pero Yuri se las arregla para erradicar a Soushou sin dañar a este. Shinou comentó que está feliz de que Yuri haya aceptado ser el Maou. También dice que con Soushou destruido, su objetivo de elegir a Yuri como Maou ha sido completado.
Daikenja (大賢者?)
Voz por: Nozomu Sasaki
Cuyo nombre se traduce lit. como "Gran Sabio", fue el estratega y consejero del rey Shinou. Bajo la orden de Shinou, reencarna una y otra vez tras morir mientras conserva los recuerdos de sus vidas anteriores. Heredó su cabello y ojos negros de su madre, y él es la razón por la que los individuos con estás características son tan apreciados en Shin Makoku. Su alma actualmente se encuentra en Ken Murata.

### Secundarios
Cecilie von Spitzweg (フォンシュピッツヴェーグ・卿・シェシィーリエ Shupittsuvēgu Kyō Tsetsīrie?)
Voz por: Masako Katsuki (CD dramas y anime)
Cecilie, apodada Celi, es la anterior Maou y madre de Gwendal, Conrad y Wolfram. Es una de las tres grandes brujas de Shin Makoku junto a Anissina y Julia, comúnmente conocida como "Celi de Oro" debido a su cabello rubio. Al igual que Wolfram, puede usar majutsu de fuego y comparte un notable parecido físico con este, siendo el único de sus hijos que se parece a ella. A pesar de simular ser alguien despistada y desinteresada, en realidad es una mujer muy astuta e inteligente. Tras ser sucedida en su papel de Maou por Yuri, Cecilie se dispone a aprovechar de su ahora abierta agenda para ir en una "búsqueda de amor libre y fácil". A Celi le gustan las flores y cultiva nuevos tipos de ellas en el castillo, además de darles nombres. Las flores conocidas que ha creado son "Hermoso Wolfram", "El secreto de Gwendal", "Conrad resiste sobre la Tierra" y "El suspiro rojo de Celi". En la tercera temporada, crea un nuevo tipo de flor a la que nombra "La inocencia de Yuri".
Anissina von Karbelnikoff (フォンカーベルニコフ・卿・アニシナ Kāberunikofu Kyō Anishina?)
Voz por: Minami Takayama
Es una de las tres grandes brujas de Shin Makoku, comúnmente conocida como "Anissina la Roja" en referencia a su cabello rojo. Anissina es una gran inventora y amiga de la infancia de Gwendal, a quien menudo utiliza como conejillos de indias para probar sus inventos. Es por esta razón que Gwendal parece temerle. Cuando Gwendal no se encuentra disponible, Günter se convierte en su segundo sujeto de pruebas. Anissina fue quien le enseñó a Gwendal a tejer y luego también lo hace con Greta. Además de sus inventos, pasa su tiempo escribiendo librosde aventuras en los que se retrata a sí misma como una superheroína. Anissina pertenece a una de las diez familias nobles del reino y su hermano, Densham, gobierna su territorio.
Suzanna Julia von Wincott (フォンウィンコット・卿・スザナ・ジュリア Winkotto Kyō Suzana Juria?)
Voz por: Risa Mizuno
Fue una de las tres grandes brujas de Shin Makoku, comúnmente conocida como "Julia la Blanca" en referencia a su cabello blanco. Nació ciega y estaba comprometida en matrimonio con Adalbert von Grantz. Julia es descrita como alguien marimacho, experta en artes marciales e increíblemente hábil en el uso de magia medicinal. Durante la guerra y en su intento de ayudar a los heridos, Julia usó demasiada magia, lo que posteriormente resultó en su muerte. Gisela fue una de las que permaneció a su lado durante sus últimos momentos de vida. También fue muy buena amiga Conrad, a quien le dio su colgante (Conrad luego se lo da a Yuri). Más adelante, se revela que su alma ahora reside en Yuri.
Stoffel von Spitzweg (フォンシュピッツヴェーグ・卿・シュトッフェル Shupittsuvēgu Kyō Shutofferu?)
Voz por: Unshō Ishizuka
Es el hermano mayor de Cecilie y antiguo regente de Shin Makoku. A pesar de que su hermana fue la anterior Maou, le concedió su autoridad a Stoffel porque creía que no era apta para la política. Debido a su desdén por los humanos, comenzó una guerra entre estos y los Mazoku durante su mandato. Sus propios sobrinos no confían en él, puesto que fue el responsable de dicha guerra. En el anime, Stoffel intenta recuperar su autoridad secuestrando a Yuri e intentando convencerlo de que sus tres sobrinos lo estaban usando para controlar el reino. Esta acción casi provocó una guerra civil con sus sobrinos cuando intentaron rescatar a Yuri. Afortunadamente, con la ayuda de Yosak, Yuri escapó e impidió que estallara la guerra. 
Gegenhuber Griesela (グリーセラ・卿・ゲーゲンヒューバー Gurīsera kyō Gēgenhyūbā?)
Voz por: Hiroaki Hirata
Gegenhuber, apodado Hube, es el primo de Gwendal por lado paterno. Años atrás, su fanatismo y ambición provocaron numerosas muertes que obligaron a Gwendal a desterrarlo de Shin Makoku bajo el pretexto de buscar un artefacto mágico perdido, el Mateki. Veinte años más tarde, Yuri se entera acerca de la existencia de Hube gracias a Nicola, quien estaba embarazada de este. Yuri se esfuerza por conocer detalles sobre el pasado de Hube, pero nadie parece estar dispuesto a hablar sobre dichos sucesos, incluso Conrad se contenta con verlo morir. Hube se convierte en el guardaespaldas de un señor corrupto que engaña a las personas para que apuesten y luego adueñarse de las escrituras de sus tiendas. Cuando finalmente Yuri descubre la verdad, perdona a Hube por tratar de matarlo involuntariamente y le ruega a Gwendel que no lo mate. Gwendal finalmente acepta no hacerlo y Hube vuelve a su propio castillo, pero no antes de contarle a su primo sobre una caja que vio en Svelera. El incidente dejó a Hube sin su ojo izquierdo, indicando que la caja era una de las Cuatro Cajas Prohibidas.
Adalbert von Grantz (フォングランツ・アーダルベルト Ādaruberuto fon Gurantsu?)
Voz por: Masaki Terasoma (CD dramas y anime), Takanori Shimomura (musical)
Adalbert solía ser miembro de una de las diez familias nobles de Shin Makoku y el prometido de Julia. Sin embargo, tras la muerte de su amada Julia durante la guerra perdió toda lealtad hacia el reino y hacia la forma de hacer las cosas de los Mazoku, principalmente por la constante dependencia de estos a Shinou y sus órdenes. Se convierte en un traidor y uno de los mayores enemigos de los Mazoku. Su resentimiento es también la causa de su odio a los Mazoku. 
Gisela von Christ (フォンクライスト・卿・ギーゼラ  Gizera fon Kuraisuto?)
Voz por: Hiroko Taguchi
Es la hija adoptiva de Günter. Generalmente es una joven dulce y cariñosa, pero es muy estricta y seria cuando se trata de trabajo. Su actitud hacia los deberes y su capacidad de ordenar a la gente le valieron el apodo de "sargento", aunque solo sea una oficial. Su "modo sargento" le ha ganado el respeto y el miedo de Dakoskos, Keenan, Wolfram y otros. Gisela es una médico militar y fue la ayuda de Julia durante la guerra, por lo que estuvo con ella en sus últimos momentos y cremó su cuerpo cuando murió.
Greta (グレタ Gureta?)
Voz por: Motoko Kumai
Es una niña humana, hija adoptiva de Yuri y Wolfram. Greta solía ser la princesa del reino caído de Zorashia. Antes de que el reino cayera, su madre, Izura, envió a su hija a su tierra natal, Svelera. Sin embargo, su vida con sus padres adoptivos era mala. Greta trató de asesinar a Yuri haciéndose pasar por su hija ilegítima puesto que sus despreocupados padres odiaban al Maou y creyó que podría ganarse el afecto de estos al asesinarlo. Poco después, Yuri la perdona y la adopta. Wolfram también lo hace, razonando que, como prometido de Yuri también es el padre de Greta. En las novelas, actualmente se encuentra estudiando en Cavalcade.
Dakoskos (ダカスコス Dakosukosu?)
Voz por: Takashi Matsuyama
Es uno de los soldados en el Castillo Pacto de Sangre. Dakoskos sacrificó su cabello por uno de los planes de Günter, pero en última instancia sigue siendo un sujeto leal. Dakoskos a menudo se emociona por la buena comida. En la novela y manga tiene una esposa, Amblin, y una hija.
Ulrike (ウルリーケ Ururīke?)
Voz por: Yukana Nogami
Es la sacerdotisa principal del templo de Shinou. Además de Murata, es la única con el don de poder escuchar las palabras de Shinou. Ulrike proviene de una larga lista de sacerdotisas elegidas por Shinou para actuar como un medio de comunicación entre él y la gente de Shin Makoku. A pesar de parecer una niña, en realidad tiene 800 años de edad. Ulrike es quien, por orden y gracias a los poderes que le otorga Shinou, transporta a Yuri de mundo a mundo. Al igual que las otras sacerdotisas, no se le permite abandonar el templo de Shinou. Yuri, sin embargo, una vez intentó sacarla para mostrarle lo hermoso que era mundo exterior, pero Wolfram se molestó al pensar que estaba coqueteando con ella. 
Doria (ドリア?), Sangria (サングリア Sanguria?) y Lasagna (ラザニア Razania?)
Voz por: Emiri Katō (Doria), Harumi Sakurai (Sangria) y Tamaki Nakanishi (Lasagna)
Son tres sirvientas que trabajan en el Castillo Pacto de Sangre. Son las típicas empleadas chismosas que saben todo los rumores del castillo. Además de quejarse recurrentemente por los queaceres que deben realizar en el castillo, su otro pasatiempo es mandar a Dakoskos y llevar un registro sobre los progresos del Maou con su muy "especial" prometido.  
Shōri Shibuya (渋谷 勝利 Shibuya Shōri?)
Voz por: Katsuyuki Konishi (CD dramas y anime), Sachi Kikiryu (joven), Chihei Okada (musical)
Es el muy sobreprotector hermano mayor de Yuri y el sucesor de Bob, el Maou de la Tierra. De acuerdo con Murata, Shōri tiene un complejo de hermano y siempre insiste en que Yuri lo llamé "Onii-chan" (hermano mayor), pero este se niega en toda ocasión. Ha dicho que Yuri se volvió más independiente de él cuando comenzó la escuela primaria. Shōri se comunica regularmente con Bob y su ambición a corto plazo es convertirse en el gobernador más joven de Tokio.
Bob (ボブ Bobu?)
Voz por: Takaya Hashi
Es el actual Maou de la Tierra. Bob es un inversor financiero conocido como "el Maou del mundo financiero". La madre de Yuri siempre se refiere a él como "ese Mazoku que se parece a una estrella de cine", debido a su parecido físico con el actor Robert De Niro. Conoció a Yuri y Shōri cuando estos eran niños y los defendió de unos bravucones.
Jose Rodriguez (ホセ・ロドリゲス Hose Rodorigesu?)
Voz por: Keiji Fujiwara
Es un subordinado de Bob y un viejo conocido de Conrad. José es un pediatra que ama el anime y a menudo viaja a Akihabara para comprar modelos de Gundam. Era amigo de Christine (una de las reencarnaciones del Daikenja) y por ende le fue encargada la tarea de encontrar una nueva familia para su alma tras su muerte, que luego renacería como Ken Murata. También fue el pediatra de Murata cuando este era pequeño y le ayudó a lidiar con sus recuerdos, debido a que Murata tenía dificultades para discernir el presente de sus vidas anteriores. Más tarde, se le ve trabajando para Bob.
Saralegui (サラレギー?)
Voz por: Akira Ishida
Es el rey de Shimaron Menor, de diecisiete años de edad. Es hijo de Alazon, la anterior emperatriz de Seisunakoku y el anterior rey de Shimaron Menor, Gilbert. También tiene un hermano gemelo, Yelshi, quien gobierna sobre Seisunakoku. En el anime, se muestra como un individuo ambicioso y trata de ganarse la confianza de Yuri fingiendo que desea ser su amigo y forjar una alianza con Shin Makoku. Más adelante, revela sus verdaderas intenciones utilizando su poder para manipular a Yuri y hacer que este ataque a una flota de acorazados de Shimaron Mayor. Su traición deja a Yuri devastado.

## Media

### Novelas ligeras
Las novelas son escritas por Tomo Takabayashi y cuentan con ilustraciones de Temari Matsumoto. Son publicadas bajo la colección Beans de la editorial Kadokawa. El primer volumen fue lanzado en noviembre de 2000, y actualmente cuenta con un total de veintidós tomos. Diecisiete son novelas principales, mientras que las otras cinco son extras e historias secundarias que brindan datos y otra información sobre la historia.

### Manga
Contando con ilustraciones de su ilustrador original, Temari Matsumoto, la serie de manga debutó en junio de 2005 bajo el nombre de Kyō Kara MA no Tsuku Jiyūgyō! (今日からマのつく自由業!). Se publica de forma mensual en la revista Gekkan Asuka de Kadokawa. El primer volumen fue lanzado el 26 de diciembre de 2005 y hasta el momento se han lanzado 21 volúmenes. Inicialmente, Tokyopop licenció el manga para su publicación en Estados Unidos, pero al cerrar su sucursal en el país en 2011, todas sus licencias fueron canceladas. Tokyopop publicó siete volúmenes antes de cerrar. Después de tres años, VIZ Media adquirió la licencia para un nuevo lanzamiento en Estados Unidos, con el primer volumen lanzado el 30 de septiembre de 2014.

### Anime
La adaptación a serie de anime fue dirigida por Junji Nishimura, animada por Studio Deen y producida por NHK. Comenzó su transmisión a partir del 3 de abril de 2004 a través de NHK y Animax. La serie consta de 117 episodios y 5 OVAs. Si bien la primera temporada sigue la historia original de las novelas, la trama en las siguientes varía drásticamente. El tema de apertura utilizado para las dos primeras temporadas fue Hateshinaku Tooi Sora Ni (果てしなく遠い空に lit. En el infinito cielo lejano?) interpretado por The Stand Up, mientras que los tema de cierre fueron Sutekina Shiawase, también de The Stand Up, y Arigatō de Bonz. Para la tercera temporada, el tema de apertura fue Sekai yo Warae y el de cierre Going, ambas interpretadas por Jungo Yoshida. Paras los OVAs, se utilizó Romantic Morning y Hitsuyou no Pocket de The Stand Up como tema de apertura y cierre, respectivamente.
El anime fue originalmente licenciado para su lanzamiento en Norteamérica por Geneon bajo el título de Kyo Kara Maoh! God(?) Save Our King!, pero cuando Geneon dejó de producir sus títulos a finales de 2007, dejó tres volúmenes de la segunda temporada inéditos en DVD en Norteamérica. El 3 de julio de 2008, Geneon y Funimation anunciaron un acuerdo para distribuir títulos selectos en Norteamérica. Si bien Geneon aun conservaría la licencia, Funimation asumiría los derechos exclusivos para la fabricación, comercialización, venta y distribución de los títulos selectos. La serie fue uno de los títulos involucrados en el trato. En agosto de 2011, Funimation anunció que la licencia había expirado y que no tenían planes de renovarla.

### Musical
En abril de 2013, la serie fue adaptada a un musical titulado Kyō Kara Maō!: Maō Tanjō-hen (今日から(マ)王！-魔王誕生編- lit. Kyō Kara Maō!: El nacimiento del Maou?). Las funciones se llevaron a cabo once días durante la Golden Week en el Teatro Hakuhinkan. Fue producido por Sōgō Visión y protagonizado por Seiya Motoki, Yūta Higuchi, Keisuke Katō, Kentarō Kanesaki, Juri, Maaya Ono, Yūki Torigoe y Takanori Shimomura. 
En 2015, fue estrenado un nuevo musical bajo el nombre de Kyō Kara Maō!: Maō Sai Kōrin (今日から(マ)王！-魔王誕生編- lit. Kyō Kara Maō!: Maou una vez más?). Seiya Motoki, Yūta Higuchi, Kentarō Kanesaki y Takanori Shimomura retomaron sus papeles como Yuri Shibuya, Wolfram, Gwendal y Adalbert, respectivamente. Keisuke Katō, Juri y Yūki Torigoe fueron reemplazados por los actores Teruma, Yoshikazu Kotani y Ryū Kiyama en sus roles de Conrard, Günter y Ken Murata. También contó con la participación de Gaku Shindō como Yosak, Taishi Sugie como Rick, Chisako Funato como Beatrice y Shōichirō Akaboshi como Hyscliff. Las funciones tuvieron lugar desde el 1 al 12 de octubre en el teatro Zenrosai Hall / Space Zero de Yoyogi, Tokio. 
En noviembre de 2016, se estrenó un tercer musical titulado Kyō Kara Maō!: Maō bōsō-hen (今日から(マ)王！-魔王暴走編- lit. Kyō Kara Maō!: Maou fugitivo?). La mayoría del elenco del segundo musical repitió sus papeles, con la excepción de Seiya Motoki, Ryū Kiyama y Teruma, quienes fueron reemplazados por Seiya Konishi, Sōichirō Sorihashi y Kazuki Watanabe en los papeles de Yuri, Murata y Conrad. El actor Chihei Okada interpretó al hermano mayor de Yuri, Shōri Shibuya. Las funciones se llevaron nuevamente a cabo en el Zenrosai Hall / Space Zero.